# 권징 (조선의 문신)
권징(權徵, 1538년 ~ 1598년)은 조선 중기의 문신으로 임진왜란 당시 크게 활약하였다. 본관은 안동(安東), 자는 이원(而遠), 호는 송암(松菴), 시호는 정익(貞翼)으로, 찬성사 권근(權近)의 후손이고 사직 권굉(權硡)의 아들이다.

## 생애
1562년 별시문과에 병과로 급제해 검열이 되고 1567년에 주서, 1568년 병조좌랑으로 춘추관기사관을 겸직하였고 《명종 실록》 편찬에도 참여하였다.
이후 여러 청환직을 거쳐 동부승지에서 도승지에 이르고 형조참의에 임명되었다. 전주부윤 때 경내에 정여립이 살았으나 사람됨이 꺼려 만나지 않았는데 이로 인해 안변 부사로 좌천되었다가 강원도관찰사가 되었다.
1586년 형조참판, 1588년 충청도와 함경도관찰사 등을 거쳐 1589년 병조판서로 승진하였으나 정철의 실각으로 평안도관찰사로 좌천되었다.
1592년 임진왜란의 발발로 경기도관찰사로 임명되어 임진강 전투에서 왜군을 막으려 최선을 다했으나 패배했고 광해군의 분조에서 경기도순찰사로 군량미 조달에 힘썼다. 이후 권율과 함께 경기도, 충청도, 전라도의 3도 의병들을 규합해 왜군과 싸웠고 1593년 한양 탈환에 참가하였다.
명나라 제독 이여송이 왜군과의 강화를 주장하자 왜군을 끝까지 토벌할 것을 주장했으며 공조판서로 전란 중 훼손당한 성종의 능인 선릉과 중종의 능인 정릉을 보수하였고 1594년 병으로 벼슬에서 물러난 뒤에도 자주 상소를 올려 자신의 의견을 제시하였다.
사후 영의정에 추증되었다.

## 가족 관계
- 조부 : 권우(權愚)
  - 부친 : 권굉(權硡)
  - 모친 : 송승은(宋承殷)의 딸
    - 부인 : 현감(縣監) 증 승지(贈 承旨) 이효언(李孝彦)의 3녀 전주 이씨[3]
      - 아들 : 권첩(權怗, 1573 ~ 1629)
      - 딸 : 안동 권씨
      - 사위 : 청송군(靑松君) 심액(沈詻, 1571 ~ 1654)[4]
        - 외손자 : 심광수(沈光洙, 1598 ~ 1662)
        - 외손자 : 심광사(沈光泗)
        - 외손녀 : 동복 오씨 오단(吳端)의 처